# Marie-José Auderset
 (mai 2016).
Marie-José Auderset, née le 8 juin 1957,, est une journaliste et écrivain vaudoise, autrice de livres pour enfants.

## Biographie
Originaire de Cressier-sur-Morat dans le canton de Fribourg, Marie-José Auderset a une double formation de journaliste et d'éducatrice. 
Membre de Pro Litteris, Marie-José Auderset est l'autrice de livres pour les enfants et de nombreux essais, dont plusieurs ouvrages sur le monde des adolescents coécrits avec Jean-Blaise Held.

## Prix et distinctions
- 1996 : Prix d'honneur « Honour List » décerné par l' IBBY pour Le Mime[5].

## Sources
- « Marie-José Auderset », sur la base de données des personnalités vaudoises sur la plateforme « Patrinum » de la Bibliothèque cantonale et universitaire de Lausanne.
- Anne-Lise Delacrétaz, Daniel Maggetti, Écrivaines et écrivains d'aujourd'hui, 2002, p. 11
- Le Matin, 1999/10/05